# Вяртсиля (МАПП)
|  |

|  |

|  |

|  |

|  |

|  |

|  |

|  |

Вя́ртсиля — один из многосторонних автомобильных и железнодорожных пунктов пропуска через Российско-финляндскую границу на территории Сортавальского района Республики Карелия. Входит в сферу деятельности Карельской таможни. Самый крупный МАПП в Карелии. Расположен в посёлке Вяртсиля, в 65 км от города Сортавала, в 256 км к западу от Петрозаводска. Построен в 1995 году.
Проектная пропускная способность — до 870 автомобилей в сутки.
Сопредельный пункт пропуска на территории Финляндии — посёлок Ниирала (фин. Niirala) (муниципалитет коммуны Тохмаярви).

## История
По Московскому мирному договору от 12 марта 1940 года новая граница между СССР и Финляндией прошла не только через Выборгскую губернию, но и через губернию Куопио, затронув пять общины. Так 2/3 территории общины Вяртсиля отошли к СССР. Граница была специально проведена таким образом, чтобы металлургический завод, железнодорожная станция и большая часть посёлка оказались на советской стороне. После подписания 19 сентября 1944 года Московского перемирия, завершившего советско-финскую войну новая граница была установлена повторно.
6 июля 1945 года на железнодорожной станции Вяртсиля был образован таможенный пост, подчиненный Выборгской таможне. Штат поста состоял из 6 сотрудников. Вначале через границу осуществлялись только репарационные поставки в СССР по железной дороге. Со стороны Финляндии таможенный пост находился тогда на станции Тохмаярви (в Ниирала его перевели только в 1956 году).
В 1964 году через погранпереход начались автомобильные перевозки, а именно провоз лесоматериалов.
В 1988 году через пункт стали пропускать пассажиров. Ежегодно такой возможностью пользовалось несколько сотен человек.
Начиная с 1991 года, после изменения политической ситуации России, количество пересечений значительно увеличилось. В 1992 году через пункт пропуска прошло более 135000 автомобилей и свыше 146000 человек.
В 1992 году на погранпереходе был установлен упрощенный порядок пропуска.
В марте 1993 года началось строительство нового комплекса сооружений, отвечающего международным требованиям.
1 ноября 1994 года новый пункта пропуска был торжественно открыт. Его пропускная способность составляла до 4,5 тысяч тонн грузов, до 4100 человек и 870 единиц автотранспорта в сутки. 8 декабря 1994 года на автомобильном пункте пропуска был создан таможенный пост МАПП «Вяртсиля» Сортавальской таможни.
1 декабря 1995 года пункт пропуска получил статус многостороннего (международного).
С сентября 2005 года МАПП «Вяртсиля» перешёл на круглосуточный режим работы.